# Slow fashion

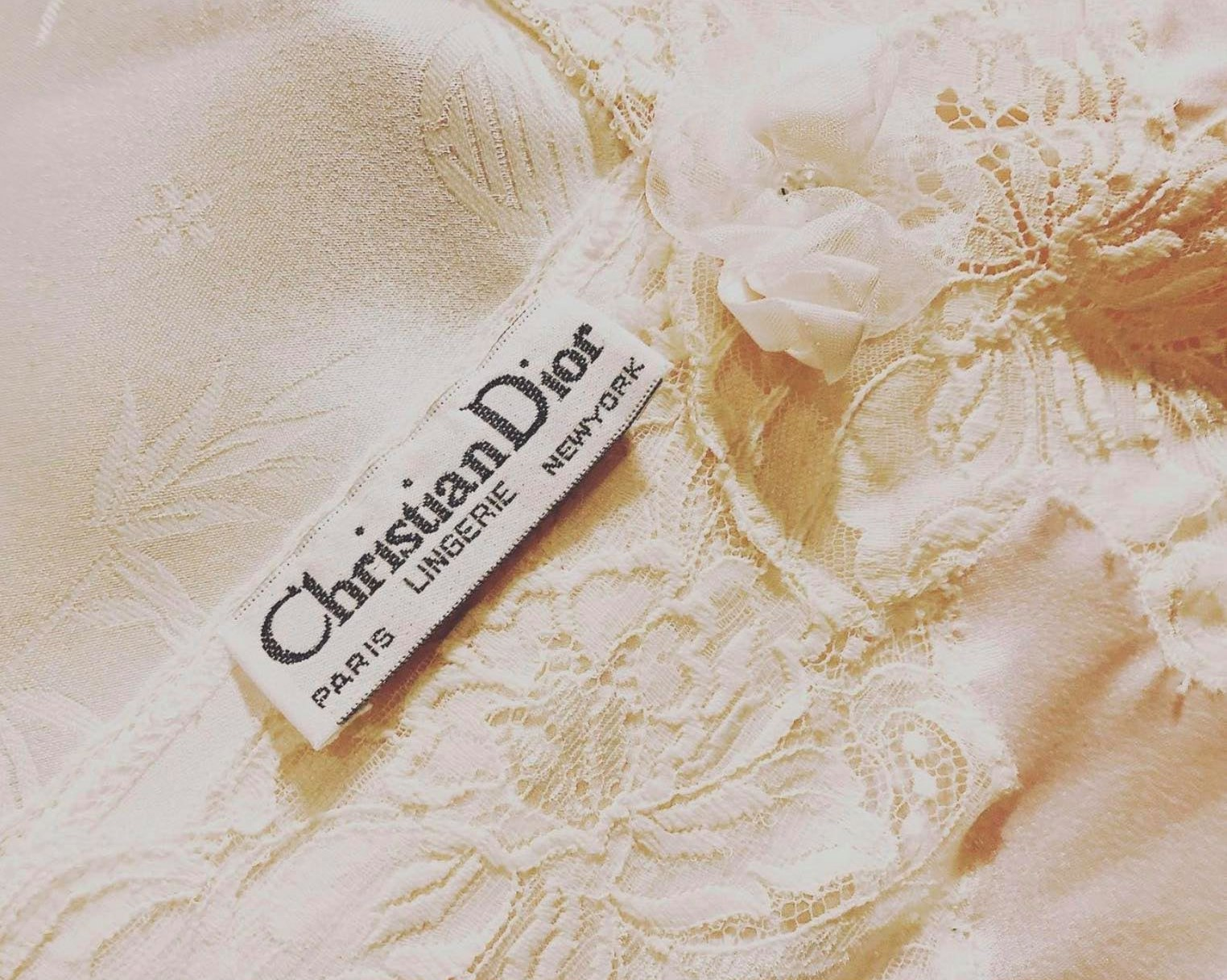
Dior: un esempio di Slow Fashion

Lo slow fashion (lett. "moda lenta") è un movimento che promuove un modello di produzione sostenibile ed è un concetto opposto al fast fashion. Fa parte del Movimento Slow, in inglese "Slow Movement", il quale sostiene la produzione nel rispetto delle persone, dell'ambiente e degli animali. In quanto tale, contrariamente alle pratiche della moda industriale, lo slow fashion coinvolge gli artigiani locali e l'uso di materiali eco-compatibili, con l'obiettivo di preservare l'artigianato e l'ambiente e, in definitiva, fornire valore sia ai consumatori sia ai produttori.
Lo Slow Movement è un movimento culturale e gastronomico coniato da Carlo Petrini nel 1986 contro l'apertura di un ristorante McDonald's in Piazza di Spagna a Roma, che sfociò nella creazione dell'organizzazione Slow Food. Con il tempo, sono sorte iniziative "slow" anche in altri settori, per esempio, Città Slow sull'amministrazione delle città, Slow Travel per il tempo libero, Slow Design per il design e Slow Medicine per una medicina sobria, rispettosa e giusta. Lo Slow Movement propone un cambiamento culturale indirizzato a vivere una vita in maniera più completa e meno accelerata, in netta contrapposizione alla cultura della "velocità" tipica della società attuale.

## Principi

### Definizione
Lo slow fashion è un modo per «identificare soluzioni di moda sostenibili, basate sul riposizionamento di strategie di design, produzione, consumo, uso e riuso, che stanno emergendo insieme al sistema moda globale e stanno ponendo una potenziale sfida». È un'alternativa al fast fashion in quanto promuove un modo di vivere e di consumare più etico e sostenibile. «Comprende l'intera gamma del movimento della moda "sostenibile", "eco", "verde" ed "etico"». Questo movimento è un altro modello di business che si concentra sia sul rallentamento del consumismo sia sul rispetto dell'ambiente e dell'etica. Alcuni elementi della filosofia slow fashion includono: acquisto di abiti vintage, modifica di vecchi vestiti, acquisto presso piccole attività commerciali, realizzazione di abiti e accessori a casa e acquisto di capi che durano più a lungo. Nuove idee e innovazioni di prodotto ridefiniscono costantemente lo slow fashion, quindi l'utilizzo di un'unica definizione statica ignorerebbe la natura in evoluzione del concetto.

### Fast fashion e slow fashion
Per molto tempo, lo slow fashion è stato definito come un'opposizione al fast fashion. Elementi distintivi dello slow fashion riguardano, innanzitutto, la produzione di qualità e la conseguente maggiore durata di utilizzo degli abiti prodotti. Inoltre, di primaria importanti sono gli aspetti emotivi e culturali legati ai capi di abbigliamento prodotti secondo il modello "slow": secondo questa logica, infatti, i consumatori manterranno un capo di abbigliamento più a lungo di una stagione se si sentono legati emotivamente o culturalmente a esso. Il movimento spinge anche per una maggiore trasparenza delle aziende: molte aziende di moda sostenibile, infatti, rivelano i processi con cui vengono realizzati i loro vestiti e modelli, aiutando gli acquirenti a prendere decisioni di acquisto più consapevoli. In accordo con lo slow movement, c'è una tendenza verso acquisti più consapevoli e le aziende attirano nuovi consumatori con i loro processi eco-compatibili.
Al contrario, per fast fashion si intende un settore dell’abbigliamento che sfrutta manodopera infantile in contesti lavorativi poco idonei, realizza abiti di bassa qualità a prezzi ridotti e lancia nuove collezioni con elevata frequenza (fino a 52 nuove collezioni, una per ogni settimana dell'anno). Questo comporta scarsa attenzione all’impatto della produzione sull’ambiente. Le aziende del fast fashion non prestano attenzione alla qualità delle materie prime, alle tecniche di produzione utilizzate e all’uso di pesticidi o sostanze chimiche aggressive. Tali elementi hanno reso l'industria della moda tra le più inquinanti al mondo. In controtendenza a questa attitudine è nato lo Slow Fashion, una moda sostenibile ed etica che insegna al consumatore ad acquistare abbigliamento creato per durare nel tempo, lavorato da una manodopera pagata in maniera equa e realizzato con materiali di qualità ed ecosostenibili. Un modo di vestirsi, quindi, che ha come obiettivi principali la salvaguardia del pianeta e il miglioramento delle condizioni lavorative.

#### Impatto ambientale dei vestiti fast fashion
Per quanto riguarda i vestiti fast fashion, oltre l’80% degli indumenti buttati via nell’Unione Europea finisce in discarica o in inceneritori. Inoltre, dietro a quei «prezzi stracciati» si nascondono costi alti a livello sociale e ambientale: ad esempio, per produrre solo una camicia di cotone ci vogliono 2.700 litri (Dati Commissione economica per l’Europa delle Nazioni Unite – Unece). Tra il 2000 e il 2014 la produzione di abiti a livello globale è raddoppiata e il numero di capi acquistati è cresciuto del 60% (ricerca di McKinsey & Co). Tuttavia, la durata media di questi capi si è dimezzata, poiché le persone hanno iniziato a trattarli come prodotti quasi usa e getta. Il crescente sviluppo della «moda veloce» porterà entro il 2025 a un aumento di emissioni di Co2 del 77%, di consumi d’acqua a +20%, di sfruttamento delle terre a +7% e a raddoppiare l'uso del poliestere entro il 2030.

### Autori

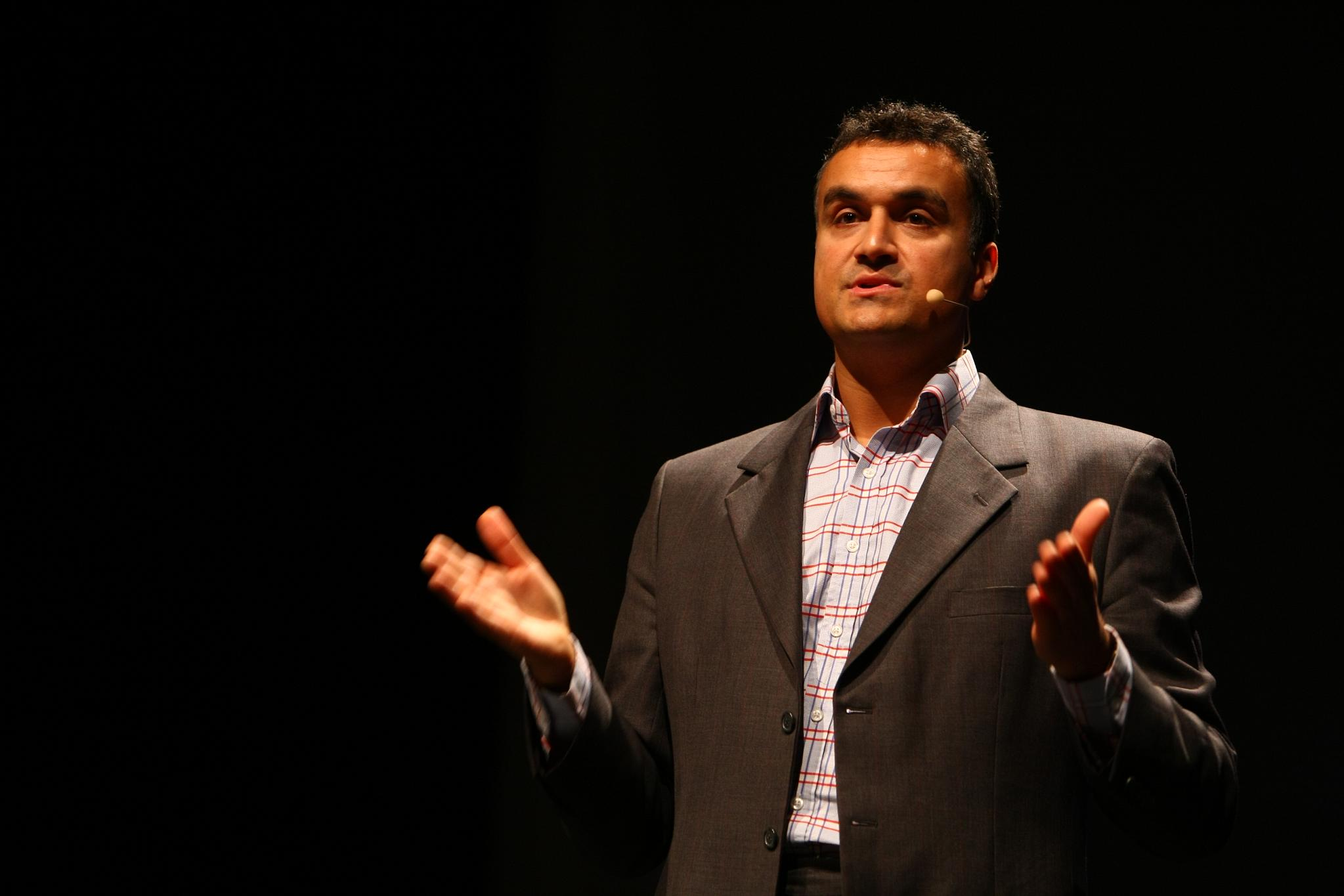
Carl Honorè

L'idea dello slow fashion divenne dilagante dopo che Elizabeth L. Cline pubblicò Overdressed: The Shockingly High Cost of Cheap Fashion, aumentando la consapevolezza riguardo ai danni dell'industria del fast fashion. Tuttavia, il termine "slow cloths movement" è stato apparentemente coniato da Angela Murrills, scrittrice di moda per Georgia Straight, una rivista di notizie online con sede a Vancouver. La Murrillis, prima di arrivare a questa riflessione, ha letto e analizzato a fondo il libro del giornalista canadese Carl Honoré, In Praise of Slow, in cui parla della cultura e della sfida del culto della velocità, ma senza mai toccare l’argomento degli slow cloths. Angela Murrills ragiona su come applicare le linee e i principi guida del movimento slow food in modo positivo sul guardaroba di ognuno di noi. La scrittrice ritiene che, come i seguaci del movimento slow food scelgano di fare acquisti nei mercati degli agricoltori per trovare prodotti il più freschi possibile, così da essere sicuri di sapere da dove provengono, lo stesso può essere fatto con il mercato dell'abbigliamento. Angela Murillis ritiene che acquistando capi prodotti in serie non si abbia mai la sicurezza che il capo d’abbigliamento non sia stato realizzato da un bambino in uno dei paesi del Terzo Mondo e consiglia, quindi, di acquistare moda prodotta localmente, così da assicurarsi che chi abbia realizzato quel prodotto riceva il giusto compenso. Il movimento dello slow cloths, per la giornalista canadese, significa anche prendersi del tempo per fare acquisti e andare alla ricerca di prodotti unici che non siano prodotti in serie.
Il movimento dello slow fashion è stato studiato da Kate Fletcher, ricercatrice, autrice, consulente e attivista del design e autrice di Moda e tessuti sostenibili. I suoi scritti hanno integrato il pensiero progettuale con la moda e il tessile come un modo necessario per muoversi verso un'industria della moda più sostenibile. L'espressione "slow fashion" è stata coniata in un articolo del 2007 della Fletcher pubblicato su The Ecologist, dove ha paragonato l'industria della moda eco/sostenibile/etica al movimento slow food:"Il concetto di fashion prende in prestito molti concetti dal movimento slow food. Fondato da Carlo Petrini in Italia nel 1986, slow food unisce piacere e cibo con consapevolezza e responsabilità, difende la biodiversità del nostro approvvigionamento alimentare contrastando la standardizzazione del gusto, difende la necessità di informazione dei consumatori e tutela le identità culturali legate al cibo. Ha generato una grande quantità di altri movimenti slow: le slow cities, ad esempio, progettano con valori slow ma nel contesto di un paese o di una città e con l'impegno a migliorarne la qualità della vita dei suoi cittadini."Il movimento slow food sostiene i seguenti principi: Buono: cibo di qualità, saporito e sano. Pulito: produzione che non nuoce all'ambiente. Equo: prezzi accessibili per i consumatori, condizioni e retribuzione eque per i produttori.
Lo slow design, invece, nel seminario internazionale Slow + Design, tenutosi a Milano il 6 ottobre 2006, è stato definito sulla base di tre principi: 
- valorizzazione delle risorse locali e delle economie distribuite;
- sistemi di produzione trasparenti con minore intermediazione tra produttore e consumatore;
- prodotti sostenibili e sensoriali che hanno un utilizzo più lungo e sono più apprezzati rispetto ai tipici materiali di consumo.

Sulla base di questi principi, Hazel Clark, in SLOW + FASHION — an Oxymoron — or a Promise for the Future…?, ha deciso di definire i principi del Movimento Slow Fashion:
- adottare un approccio locale;
- avere un sistema di produzione trasparente;
- realizzare prodotti sostenibili e sensoriali.

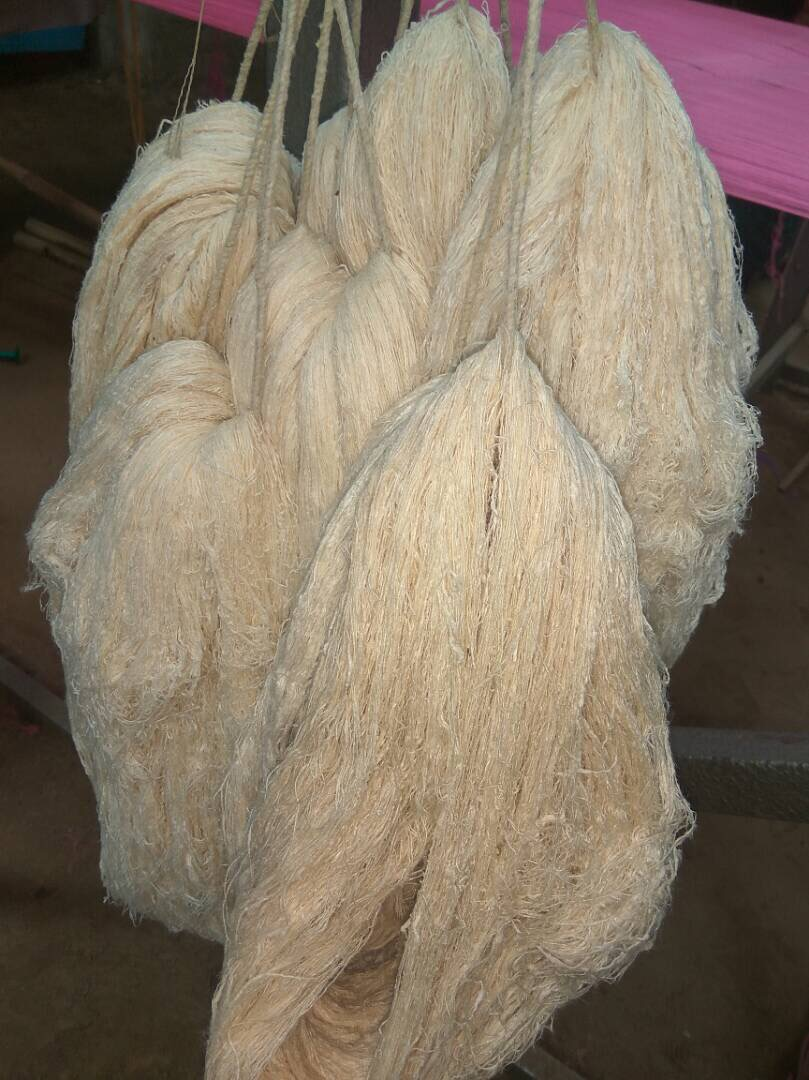
Seta Eri

Nel 2019, Debapratim Purkayastha ha fornito un esempio di come appare un operatore nel settore dello slow fashion con il case study di 7Weaves Social, un'azienda di tessuti con sede ad Assam. L'impresa sociale si occupa di prodotti di seta Eri fabbricati e di provenienza sostenibile, lavorando da un lato con le popolazioni indigene dipendenti dalle foreste della regione, dall'altro collaborando con marchi globali di slow fashion in Occidente. La seta Eri è prodotta senza uccidere il baco da seta e 7Weaves ha utilizzato solo coloranti naturali per colorare il tessuto. Il modello ha fornito un sostentamento agli artigiani che avevano conoscenze tradizionali nel telaio a mano e nella sericoltura. 7Weaves forniva lavoro garantito agli artigiani con uno stipendio mensile fisso per tutto l'anno e ridistribuiva il 50% dei suoi profitti annuali agli artigiani e ad altri attori della catena di approvvigionamento. L'obiettivo di 7Weaves era anche quello di preservare la biodiversità della regione della valle dell'Assam, biologicamente ricca ma ecologicamente fragile. I marchi di Slow Fashion di Paesi come Germania, Francia, Belgio e Australia acquistano capi di abbigliamento e tessuti da 7Weaves. Secondo Purkayastha, l'attenzione di 7Weaves sui tessuti del commercio equo e solidale di provenienza sostenibile che sono durevoli e prodotti localmente, l'uso di valori e know-how tradizionali, la conservazione dell'ecosistema, la diversità delle fonti e le pratiche commerciali responsabili sono elementi che portano 7Weaves a essere un rappresentante del movimento slow fashion.

### Contesto
Nel 2009, Vogue Magazine ha tracciato la storia del contesto dello slow fashion movement.
Nel marzo 1990, il New York Times e Vogue hanno pubblicato articoli sulla tendenza ambientale nel mondo della moda. Nell'estate del 1990, la stilista britannica Katharine Hamnett, che è stata spesso riconosciuta come una delle prime stiliste a combinare l'attivismo ambientale con la moda, ha tenuto un discorso sugli impatti ambientali della moda alle Nazioni Unite. Nel 1995, Giorgio Armani ha iniziato a utilizzare la canapa nella sua collezione Emporio Armani. La pianta della canapa, infatti, crescendo con molta rapidità, ha un’elevata resa di fibre, ed è in grado di produrre circa il 250% di fibre tessili in più rispetto al cotone e addirittura il 600% in più rispetto al lino. Una seconda caratteristica fondamentale per cui è stata scelta è che la lavorazione della fibra tessile è completamente meccanica, e questo rappresenta un aspetto favorevole per l’ambiente in quanto non è necessaria alcuna aggiunta di sostanze chimiche per la sua lavorazione.
Nel 2001, Natalie Chanin ha lanciato Project Alabama, una collezione di 200 magliette cucite a mano prodotte localmente che è stata ben accolta alla settimana della moda di New York. Lo stesso anno, Stella McCartney ha lanciato la sua linea, applicando politiche rispettose degli animali (niente pelle, niente pelliccia).
Nel 2009 invece, l’Unione Europea ha approvato il Regolamento della Commissione n. 551, che definisce illegale l’uso di fosforo nei processi di lavaggio e nei detersivi. Inoltre, attraverso il programma “Ripensare il fashion”, la Commissione Europea ha promosso delle iniziative ad alcune persone fisiche e giuridiche, con sede in uno degli Stati Membri dell'Unione Europea o in uno degli Stati associati al programma Horizon 2020. L'obiettivo era quello di migliorare l’impatto ambientale e sociale del mercato europeo della moda attraverso la sviluppo di nuovi prodotti, servizi, processi e modelli di business innovativi. Gli interventi devono basarsi su progetti che cambiano il modo di produzione, acquisto, utilizzo e riciclo della moda incentivando i consumatori ad un cambiamento sostenibile.

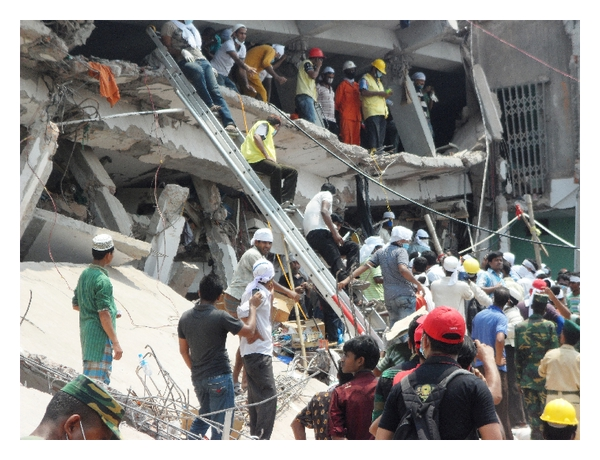
Crollo del Rana Plaza di Savar, 2013

Nel 2013 viene fondata l’organizzazione no-profit Fashion Revolution, nata dalle ceneri del disastro del Rana Plaza, in Bangladesh. Con un appello in oltre 100 paesi a fare campagna per una riforma e utilizzando l'hashtag #whomademyclothes, Fashion Revolution si è trasformato in breve tempo in un fenomeno mediatico che ha coinvolto milioni di persone, contribuendo con successo allo slow fashion e alla rivoluzione sostenibile della moda.

## Marketing
Il termine “slow fashion” viene utilizzato per segmentare e differenziare in un modo nuovo i capi prodotti secondo il modello "slow" e per offrire una nuova prospettiva di marketing su prodotti e marchi che hanno una lunga tradizione, pezzi durevoli o design classico.
Lo Slow fashion ha proprie strategie di marketing in quanto si rivolge a un determinato tipo di target. A differenza dei consumatori di fast fashion, i consumatori di slow fashion si aspettano capi di abbigliamento classici e senza tempo, dando importanza alla versatilità, alla bassa manutenzione e a una qualità superiore.
Le strategie di marketing riguardanti lo slow fashion ruotano spesso attorno a un consumo più consapevole, focalizzando la pubblicità sugli aspetti ambientalmente e socialmente sostenibili degli abiti. Sempre più viene utilizzato un tipo di marketing polisensoriale, che cerca di catturare l’attenzione dei clienti con messaggi sempre nuovi, coinvolgenti e divertenti, al fine di costruire punti vendita ludici ed esperienziali, in chiave shoptainment: negozi che non vendono solo merci, ma sono anche in grado di istruire i consumatori in modo che possano prendere decisioni più informate su quali prodotti acquistare quando ne hanno bisogno.
Le aziende utilizzano diverse strategie per essere meno dispendiose rispetto ad altri marchi di fast fashion:
- Cambiano le loro linee di abbigliamento meno spesso
- Producono e immagazzinano meno articoli
- Prestano attenzione al materiale che viene utilizzato
- Garantiscono metodi di produzione etici e non sfruttatori

Lo Slow fashion è spesso associato anche ai negozi dell’usato, nella misura in cui questi offrono vestiti che non vengono prodotti entro un flusso just-in-time.
La cultura lenta dà vita a un nuovo approccio radicale, viene passata attraverso il setaccio della comprensione e della gerarchia delle priorità e degli obiettivi prevalenti nell'industria odierna e viene assorbita non quando i sistemi di alto livello cambiano, ma come punto di vista del marketing o canale di distribuzione alternativo nel modello attuale. Il modello economico, immutato nel settore della moda, stona e ha poco senso nello slow fashion, poiché i suoi obiettivi e le sue ambizioni sono più ampi di quanto si possa misurare dalle metriche ristrette della crescita economica. Contro la visione prevalente del mondo della moda, focalizzata sulla crescita, slow non è inteso per come può trasformare il settore alla radice, ma per come può aumentare le vendite, riducendolo allo stato di paradosso.

## Economia globale
Per economia globale si intende il fenomeno di unificazione dei mercati a livello mondiale favorito dalla diffusione delle innovazioni tecnologiche che hanno spinto verso modelli di consumo e di produzione più uniformi e convergenti. Si assiste quindi sia ad un’omogeneità nei bisogni dei consumatori e quindi a una scomparsa delle differenze di gusto, sia a uno sfruttamento maggiore delle economie di scala nella produzione, distribuzione e marketing dei prodotti. Questo tipo di economia è guidato dal mercato: ciò significa che i consumatori sono incoraggiati a comprare sempre di più e i produttori sono portati a produrre sempre di più; questi due aspetti si sviluppano reciprocamente. La globalità dell’attuale modello economico, poi, la si vede nel processo di produzione dislocato in tutto il mondo per massimizzare l'efficienza e il profitto. Tale profitto viene realizzato soprattutto da grandi imprese multinazionali, che tendono a predominare sull’economia mondiale operando secondo prospettive sempre più autonome dai singoli Stati. Tali imprese, insieme alle istituzioni finanziarie internazionali, influenzano le scelte di politica economica, in un quadro caratterizzato dall’aumento dell’integrazione economica tra i diversi paesi, ma anche dalla persistenza degli squilibri fra questi. Lo slow fashion invece è più lento, locale e orientato alla qualità e non si adatta bene al modello di economia globale; per questo, diversi studi mettono in dubbio la longevità dello slow fashion in una società guidata dal mercato.

### Produzione
Nello ‘slow fashion’, ogni designer è incoraggiato a produrre localmente, ovvero utilizzando la forza lavoro e le risorse locali. La qualità viene preferita alla quantità, il che significa che si rifiuta di sfruttare risorse o lavoratori. La filiera produttiva è quanto più trasparente possibile e ciò ridefinisce la gerarchia tra stilisti, consumatori e produttori. Questo concetto viene impiegato per parlare di quelle pratiche di moda che non vogliono oscurare l’origine dei prodotti e dei produttori, nascondendosi dietro ad una generica marca o stilista. La trasparenza è molto importante soprattutto per le imprese che operano su piccola scala, dove il confine tra consumo e produzione, molto ben definito nell’industria della moda mondiale, si fonde e si trasforma. In queste realtà di minori dimensioni, il riferimento alle pratiche culturali locali apporta al sistema produttivo un grande valore determinato sia dall'abilità manuale dei lavoratori sia dalla produzione più trasparente, che permette il raggiungimento di una maggiore autenticità del prodotto moda finale. Mantenere la produzione nelle "comunità produttive", oltre alla trasparenza, ha portato a una minore intermediazione e a un maggior valore culturale e materiale per il consumatore.
L’approccio slow al sistema fashion è anche una sfida per gli stilisti che hanno interpretato il fenomeno in modi diversi; in particolare, possiamo citare la co-fondatrice del brand Project Alabama, la stilista Natalie Chanin, designer dedita all'integrazione dei principi slow nella moda: lei utilizza infatti risorse locali e sistemi di produzione trasparenti per creare capi più sostenibili e sensoriali. La sua azienda produce gioielli, abbigliamento, arredamento e tessuti fatti a mano in edizione limitata, utilizzando materiali riciclati, realizzati da membri della sua forza lavoro, che è femminile, locale e autoctona. I capi enfatizzano la qualità del taglio, dei dettagli, dell'artigianato e dello stile, ma sono inevitabilmente costosi. Il loro acquisto quindi è un investimento, che li distingue come una nuova forma di moda, nel tentativo di portare una coscienza etica, ma tradizionale nell'essere fatto a mano e su misura per i singoli clienti, pur operando all'interno del sistema moda, noto per essere governato da tendenze che cambiano rapidamente, incoraggiando il consumo. I prodotti finali offerti invece dallo slow fashion sono fatti per durare più a lungo ed essere senza tempo.

### Prezzi
Il prezzo dei vestiti dello slow fashion varia molto. Dal momento che la definizione è molto ampia, un vestito di seconda mano in un negozio dell’usato del valore di 5 dollari e un abito firmato dal costo di 700 dollari possono essere considerati entrambi parte dello slow fashion. Lo slow fashion ha un costo di produzione diverso e non può produrre tanto in quantità, pertanto, non può competere con i prodotti di massa del fast fashion che utilizza manodopera e risorse a basso costo per massimizzare i profitti. Questo determina una forte località e l’utilizzo di materie prime, tessuti di alta qualità che provengono da fornitori locali o dal commercio equo-solidale. L'acquisto di prodotti dello slow fashion ha quindi un costo più elevato della media e questo è in controtendenza con il modo in cui, negli ultimi 10 anni, il fast fashion ha abituato i consumatori: acquistare prodotti a basso costo. Molto spesso, però, i consumatori che vorrebbero avvicinarsi a un consumo di moda più sostenibile si trovano di fronte a prezzi esorbitanti, che non tutti possono permettersi: questo è uno dei problemi dello slow fashion poiché rischia di diventare appannaggio solo di una élite di consumatori.
L’attuale sistema economico si concentra sulla crescita economica e sulla quantità di venduto. Tuttavia, la ricerca ha dimostrato che dovrebbero essere inclusi più parametri per aumentare la coscienza sociale. Le persone hanno detto di essere disposte a pagare di più per i vestiti quando sanno che sono stati prodotti con una fabbricazione priva di sfruttamento (in inglese, sweat-free), cioè una fabbricazione che implica assenza di coercizione ed equo compenso per i lavoratori che fabbricano questi prodotti.

## Impatto
Il movimento slow fashion, parte del più grande obiettivo di moda sostenibile e quindi di un mondo più pulito, sta guadagnando forza, guidato da crescenti preoccupazioni ambientali. Secondo la società di ricerche di mercato Mintel, nel 2018 un terzo dei consumatori di moda hanno comprato abbigliamento una volta al mese, una diminuzione del 37% rispetto al 2016, mentre chi acquistava vestiti ogni due o tre mesi o meno è passato dal 64% al 67%.
Dopo l’uscita dei film documentari The True Cost e River Blue, è stata attirata l’attenzione sulle aziende che adottano pratiche di fast fashion. Nonostante la diffusione del movimento, il noto brand di fast fashion H&M ha registrato ricavi pari a $25 miliardi nell’anno fiscale 2016. Tuttavia, poiché il movimento è cresciuto in popolarità, le azioni e l’immagine del marchio di H&M hanno subito un duro colpo, poiché è aumentata la consapevolezza dei consumatori sulle loro pratiche non etiche dal punto di vista ambientale, portando a un calo delle vendite. H&M ha quindi deciso di concentrarsi maggiormente sulle vendite online e meno sulle aperture dei negozi fisici, che nell'anno 2018 sono state infatti rallentate: ha aperto 390 nuovi negozi (nel 2017 invece 479) e ne ha chiusi 170 (quasi il doppio rispetto al 2017), registrando il maggior numero di chiusure di negozi dal 1998.
La diffusione del movimento ha portato due giganti del fast fashion, Zara e H&M, a cambiare narrativa per diventare sostenitori di pratiche di moda etica. Con collezioni mirate a mode sostenibili, le due società si sono spostate verso pratiche più etiche. A causa del seguito che il movimento contro le pratiche di moda non etiche ha accumulato, organizzazioni come la United States Fashion Industry Association hanno dedicato parte della loro attenzione dalla “conformità sociale e sostenibilità”.

## Critiche
Negli ultimi anni, molte aziende hanno avviato rivoluzioni contro il fast fashion, come le campagne Fashion Revolution Day e Second Hand September. Ciò ha portato i grandi rivenditori di fast fashion, come Zara e H&M, a impegnarsi sempre più in queste tematiche o a lanciare una linea di abbigliamento dedicata all'abbigliamento sostenibile. In particolare, H&M mira a utilizzare solo materiali riciclati o di origine sostenibile entro il 2030. Il gruppo spagnolo Inditex, invece, di cui fa parte anche il marchio di abbigliamento e accessori Zara, ha avviato un programma di riciclo chiamato "Closing the loop", con l'intento di passare a un'economia circolare e sviluppare un ciclo di vita completo ed efficiente per i loro prodotti, in cui nulla va sprecato. Il programma offre ai clienti l'opportunità di lasciare i propri abiti usati in negozio o tramite posta, in modo che questi possano avere una seconda vita.
Nonostante ciò, i critici hanno denunciato alcuni marchi che hanno affermato di sforzarsi di seguire i principi della moda lenta: ad esempio, H&M è stato accusato da Greenpeace di non essere sostenibile poiché si è scoperto che brucia i suoi vestiti invenduti e dal 2013 sono state bruciate 12 tonnellate di vestiti l'anno in Danimarca. H&M si è difesa dicendo che bruciano solo vestiti che non possono essere venduti, regalati o riciclati, vestiti che sono causa di errori di produzione.
Le critiche contro H&M non si sono fermate: nel novembre 2018 in moltissime città del mondo, tra cui Londra, Milano, Zagabria e Delhi, gli attivisti hanno protestato contro il marchio per le promesse non mantenute per un salario più dignitoso e giuste condizioni di lavoro. Neva Nahtigal dell’ufficio internazionale della Clean Clothes Campaign ha dichiarato che le iniziative promosse dal 23 al 30 novembre 2018 nelle principali piazze del mondo "mirano ad assicurare che H&M non sfugga alla verifica dell’impegno specifico assunto e che non ha evidentemente rispettato, facendo invece affermazioni ingannevoli secondo le quali avrebbe addirittura superato i suoi obiettivi! Chiunque può farlo, se rivendica anche il diritto di modificare l’obiettivo iniziale come meglio crede. Ma non permetteremo che tale ipocrisia passi inosservata”.